# Xarxa semàntica

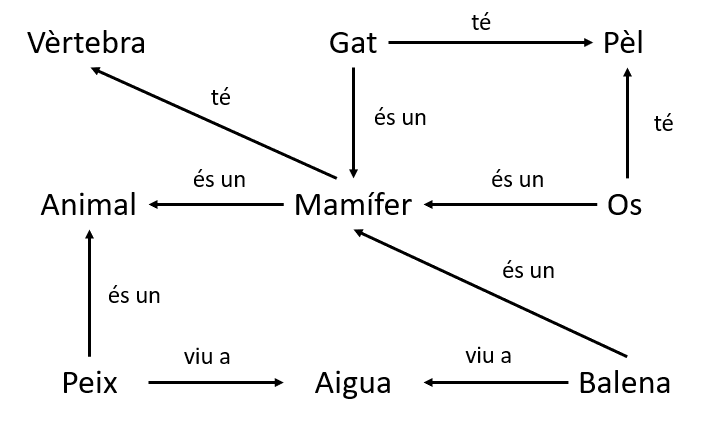
Exemple de xarxa semàntica.

La xarxa semàntica és una forma de representació de les relacions semàntiques entre conceptes en una xarxa. Les relacions poden ser pel significant (rimes, mateix morfema, parell mínim…) o pel significat (homonímia, sinonímia, polisèmia, connotació…). És un graf compost per vèrtexs i arestes que representen els conceptes i les relacions respectivament. Els grafs poden ser tan dirigits com no-dirigits, en funció de la simetria a les relacions entre mots.

## Ús i altres conceptes bàsics
Les xarxes semàntiques es poden usar per a representar, entre d'altres, mapes conceptuals i mentals o per instanciar bases de dades orientades a grafs (BDOG). També, les xarxes semàntiques s'utilitzen en aplicacions de processament de llenguatge natural com ara l'anàlisi semàntic i la desambiguació del sentit de la paraula. Un altre ús de les xarxes semàntiques és fer-les servir com a mètode per analitzar textos grans i identificar els temes principals (per exemple, de publicacions a les xarxes socials), per revelar biaixos (per exemple, en la cobertura de notícies) o fins i tot per cartografiar tot un camp de recerca.

## Història
S'han trobat exemples d'ús de xarxes semàntiques a Lògica, Grafs dirigits com a una eina mnemotècnica amb segles d'antiguitat. L'ús més antic documentat s'atribueix al comentari del filòsof grec Porfiri sobre les Categories d'Aristòtil, al segle iii.
En la Història de la computació, l'ús de xarxes semàntiques per al Càlcul proposicional va ser implementat per a Computadors per Richard H. Richens de la "Cambridge Language Research Unit", al 1956 per a Traducció assistida per ordinador de Llenguatge natural, encara que la importancia d'aquest treball i de la CLRU no va destacar fins més tard.

Les xarxes semàntiques també van ser implementades independentment per Robert F. Simmons i Sheldon Klein, usant el Càlcul de predicats de primer ordre com a base, després de ser inspirats per una demostració de Victor Yngve. Simmons comenta en un article seu de 1972 el següent:
"La línia de recerca fou originada pel primer president de la Associació per a la Lingüística Computacional, Victor Yngve, qui al 1960 va publicar descripcions d'algoritmes per tal d'usar una gramàtica d'estructura de frase amb l'objectiu de generar frases sintàcticament ben formades però sense sentit. Sheldon Klen i jo sobre 1962-1964 estavem fascinats per la técnica i la vam generalitzar a un mètode per a controlar el sentit del que s'estava generant, fent que es respectessin les dependéncies semàntiques de les paraules com passava al text."
Altres investigadors, sobre tot M. Ross Quillian i altres al la Corporació pel Desenvolupament de Sistemes van contribuir a principis dels 1960s com a part del projecte SYNTHEX.
Els responsables dels primers esquemes de representació formalitzats van ser Quillian (1968) i Shapiro & Woddmansee (1971). Els esquemes de xarxes semàntiques tenen una fonamentació psicológica molt sòlida, pel que s'han realitzat nombrosos esforços per dur a terme implementacions importants basades en aquestes.
Un dels primers models de xarxes fou el Teachable Language Comprehender desenvolupat per Quillian (1969), emprat per descriure el coneixement semàntic. Els models de xarxa de la memòria originalment es van desenvolupar per descriure les relacions esquemàtiques. Quillian (1962, 1967) va proposar que els conceptes poden ser representats com a nodes o locacions dins d'una estructura de xarxa. Els lligaments entre nodes individuals representen les associacions entre els conceptes relacionats. Per cada node, existeixen enllaços a altres nodes i, aquests, a la vegada, estan enllaçats a d'altres (Collins i Loftus, 1975). Dins del model de xarxa, el significat d'una paraula és una funció dels conceptes als quals està connectat. Hi ha un complex sistema d'interconnexions entre conceptes que és vist com una representació de la riquesa i complexitat de la memòria semàntica humana.
Una característica important de les xarxes semàntiques és la seva capacitat per relacionar conceptes i per recuperar informació, per extreure coneixement semàntic de informació textual. El model de xarxes és àmpliament usat al món de la computació per recuperar informació de gegantines bases de dades de forma ràpida i eficient.
Les xarxes semàntiques han estat molt usades en intel·ligència artificial per representar el coneixement i, per tant, ha existit una gran diversificació de tècniques. Els elements bàsics que es troben a tots els esquemes de xarxes són:
- Estructures de dades en nodes, que representen conceptes, unides per arcs que representen les relacions entre els conceptes.
- Un conjunt de procediments d'inferencia que operen sobre les estructures de dades.

Bàsicament, es poden distingir tres categories de xarxes semàntiques:
- Xarxes IS-A, en les que els enllaços entre nodes estan estiquetats.
- Gràfics conceptuals: en els que existeixen els dos típus de nodes: de conceptes i de relacions.
- Xarxes de marcs: en els que els punts d'unió dels enllaços són part de l'etiqueta del node.

Els models de xarxes semàntiques es poden provar empíricament al fer preguntes als subjectes sobre la relació entre dos conceptes, com més propera fora la distància semàntica dintre de la xarxa jeràrquica, menor serà el temps de reacció per a contestar. Els primers models de xarxes semàntiques eren de naturalesa jeràrquica amb conceptes superordinats i subordinats. La informació s'emmagatzema com a atributs de cada node, que també comparteixen els nodes subordinats.
Una altra forma de xarxa semantica és la desenvolupada per Pathfinder (Schvaneveldt, 1990) la qual és un procediment escalar que s'utilitza per a resumir i representar gràficament les puntuacions de relació entre els parells de conceptes.
Pathfinder és una tècnica estadística descriptiva multivariada que representa en forma de xarxa la proximitat dels parells de conceptes, la xarxa obtinguda pot ser mesurada i comparada quantitativament (Goldsmith i Davenport, 1990).

## Exemples
Algunes xarxes semàntiques són informals, mentre que d'altres són sistemes lògics formalment definits. Alguns dels tipus de xarxa semàntica més comuns són:
- Xarxa definicional: aquesta xarxa destaca les relacions de subtipus o de "és-un" entre un concepte i un subtipus d'aquest. La xarxa que en resulta, també anomenada jerarquia de generalització o subjecció, permet copiar fàcilment, a través de la regla de l'herència, les característiques i propietats d'un supertipus a tots els seus subtipus.
- Xarxa assertiva: és una xarxa dissenyada per afirmar proposicions. A diferència de les xarxes definicionals, s'assumeix que la informació en una xarxa assertiva és contingentment certa. Algunes xarxes assertives han sigut proposades com a models de les estructures conceptuals que formen la base de la semàntica del llenguatge natural.
- Xarxa d'implicació: aquest tipus de xarxa fan servir principalment la implicació per connectar nodes. Poden ser utilitzades per representar creences, causalitat o inferències.
- Xarxa executable: inclouen algun tipus de mecanisme, com el pas de marcadors o els procediments adjunts, que permeten realitzar inferències, passar missatges o buscar patrons i associacions.
- Xarxa d'aprenentatge: aquest tipus de xarxa pot construir o expandir la seva representació adquirint coneixement a través d'exemples. El nou coneixement pot canviar la xarxa, afegint o eliminant nodes i arcs, o modificant valors numèrics anomenats pesos, associats als nodes i arcs.
- Xarxa híbrida: combina dos o més de les xarxes anteriors, de manera separada o conjunta, però interactuant.

## Eines de programari
També hi ha tipus elaborats de xarxes semàntiques connectades amb conjunts corresponents d'eines de programari utilitzades per a l'enginyeria de coneixement lèxic, com el Sistema de Processament de Xarxes Semàntiques (SNePS) de Stuart C. Shapiro o el paradigma MultiNet d'Hermann Helbig, especialment adequats per a la representació semàntica de les expressions de llenguatge natural i utilitzats en moltes aplicacions de processament de llenguatge natural.
Les xarxes semàntiques s'utilitzen en tasques especialitzades de recuperació d'informació, com la detecció de plagi. Proporcionen informació sobre les relacions jeràrquiques per tal d'usar la compressió semàntica per reduir la diversitat del llenguatge i permetre al sistema fer coincidir els significats de les paraules, independentment dels conjunts de paraules utilitzats.
El Knowledge Graph proposat per Google el 2012 és en realitat una aplicació de la xarxa semàntica en el motor de cerca.
Modelar dades multi-relacionals com les xarxes semàntiques en espais de baixa dimensió a través de formes de "embedding" (o d'incrustació, en Català) té avantatges en expressar les relacions entre les entitats i també en extreure relacions de mitjans com el text. Hi ha moltes aproximacions per aprendre aquestes incrustacions, notablement utilitzant marcs de clustering bayesians (Bayesian clustering frameworks) o marcs basats en energia (energy based frameworks) i, més recentment, TransE (NIPS 2013). Les aplicacions de les incrustacions de la base de coneixement inclouen l'anàlsi de xarxes socials i l'extracció de relacions.